# Nora Jensen

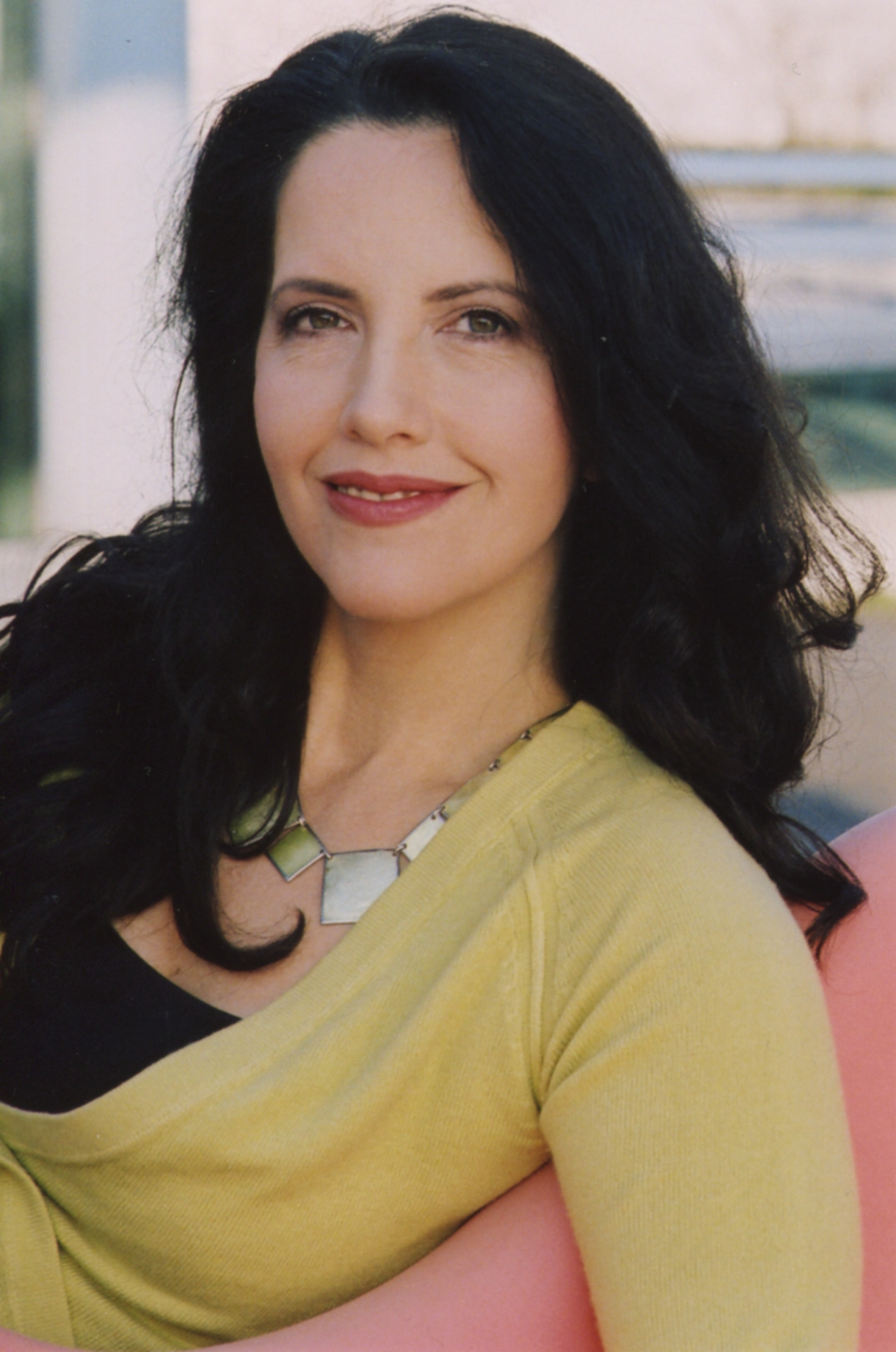
Nora Jensen

Nora Jensen (* 24. Juni 1965) ist eine deutsche Schauspielerin.

## Leben
Jensen ist eine Tochter des Malers, Zeichners und Karikaturisten Ole Jensen. Sie studierte Schauspiel bei Marlise Ludwig in Berlin und im Actor’s Studio von Geraldine Baron in Los Angeles. 1987 gab sie in der ARD-Serie Harald und Eddi ihr Fernsehdebüt und spielte in den Hamburger Kammerspielen unter der Regie von Georg-Albrecht Eckle. In ihrer Karriere blieb sie sowohl dem leichten als auch dem ernsten Fach treu. So spielte sie bei den Friends of Italian Opera, im Stadttheater Chur und ebenso ein Jahr en-suite im Berliner Kabarett-Theater Die Stachelschweine. Seit 2007 spielt sie auch beim Theater des Ostens gemeinsam mit Vera Oelschlegel und Dieter Wien. 
Im Fernsehen spielte Jensen unter anderem in den Krimis Polizeiruf 110 und Wolffs Revier sowie in den Serien Guten Morgen, Mallorca und Schloss Einstein. Der Regisseur Oskar Roehler drehte mit Nora Jensen den Kinofilm Gentleman.  Sie hat zwei Töchter und war mit dem Schriftsteller Matthias Eckoldt verheiratet.

## Theater
- 2007/2008: Theater des Ostens, Feuchtwanger: „Goya oder Der arge Weg der Erkenntnis“
- 2005/2006: Die Stachelschweine, „Um Haarespleite“
- 2002: Ex’n Pop, Berlin Shakespeare: Sonett-Abend
- 1999: Friends of Italian Opera, Steven Gee: „The Abduction“ (englisch)
- 1995: Kulturhaus Treptow, Shakespeare: Was Ihr wollt
- 1994: Stadttheater Chur (Schweiz), Shakespeare: Der Widerspenstigen Zähmung
- 1987: Hamburger Kammerspiele, Sternheim: Die Kassette

## Filmografie
- 1987: Hals über Kopf
- 1987: Harald und Eddi
- 1989: Vincent, Vincent
- 1991: Haus am See
- 1992: Kurhotel Sonnenschein
- 1993: Zwei wie Paul und Caroline
- 1995: Gentleman
- 1996: Guten Morgen, Mallorca
- 1997: Polizeiruf 110: Der Fremde
- 2003–2005: Schloss Einstein
- 2007: Hochzeitstag
- 2018: Ein Sommer in Oxford